# Géraniol
Le géraniol est un alcool terpénique insaturé. C'est également un monoterpène. Il constitue une majeure partie de l'essence de rose et de palmarosa. Il est également présent dans les huiles essentielles de géranium, citron et citronnelle.
Son odeur de rose est couramment utilisée en parfumerie, notamment pour créer les parfums comme la pêche, la framboise, le pamplemousse, la pomme rouge, la prune, l'orange, le citron, la pastèque, l'ananas et la myrtille.
On peut également utiliser cette molécule comme répulsif d'insectes,. Bien qu'il chasse les moustiques, mouches, cancrelats, fourmis et les tiques, il est produit par les abeilles pour les aider à marquer les fleurs à nectar et localiser l'entrée de leurs ruches.

## Découverte
Après le citronellol, le géraniol est le composant le plus important de l'huile de rose. Par conséquent, les recherches sur l'extraction et la synthèse sont étroitement liées au besoin d'huile de rose. Selon la légende, l'huile de rose est découverte en Inde, sous le règne de l'empereur moghol Jahângîr entre 1605 et 1627. Sa femme Nûr Jahân a remarqué des gouttelettes d'huile dans son bain d'eau de rose et a fait collecter le matériel. Le processus d'extraction de l'huile de rose atteint ensuite la Turquie et la Bulgarie via des commerçants musulmans. Au XVIIe siècle, l'huile de rose de cette région est devenue une marchandise exportée en Europe. Il est cependant considéré que la distillation à la vapeur des pétales de rose pour obtenir l'huile de rose est beaucoup plus ancienne. En effet, des récipients en argile ont été excavés à Harappa qui étaient utilisés à cette fin dans la culture de l'Indus dès 5000 av. J.-C.
Des preuves de l'utilisation de l'huile de rose et donc du géraniol comme médicament sont trouvées dès le IXe siècle. À cette époque, le scientifique et médecin arabe Al-Kindi prescrit déjà des produits à base de rose pour les douleurs d'estomac, les ulcères, les maladies du foie et de la bouche et les maux de gorge, et utilise l'huile de rose comme ingrédient dans les onguents contre les hémorroïdes. Dès le Ier siècle, Pedanios Dioscorides, considéré comme un pionnier de la pharmacologie, décrit l'utilisation de roses bouillies dans du vin pour traiter les maux de tête et autres maux.
Cinq tonnes de pétales de rose sont nécessaires pour produire un kilogramme d'huile de rose, les parfumeurs ont donc cherché des alternatives moins chères. En 1819, une huile essentielle est obtenue à partir des feuilles du géranium Pelargonium graveolens, qui contient jusqu'à 75% de géraniol. La quantité de matières nécessaire à la production de 1 kilogramme d'huile de rose est alors de une tonne de feuilles.
En 1871, Oscar Jacobsen isole le géraniol de l'huile de géranium indien par distillation fractionnée. Il caractérise ce composé comme un alcool de formule moléculaire C10H18O. Jacobsen, en le chauffant avec du pentoxyde de phosphore et du chlorure de zinc, obtient un composé qu'il nomme géraniums. Il montre que le géraniol se combine avec le chlorure de calcium pour former un composé qui se redissout avec ajout d'eau. Ce complexe permet la séparation du géraniol des autres composants des huiles essentielles, il est utilisé au XIXe siècle comme une méthode de détection du géraniol. Friedrich Wilhelm Semmler et Ferdinand Tiemann démontrent en 1890 que le géraniol est un alcool aliphatique à deux doubles liaisons, à l'époque le premier composé terpénique aliphatique connu.
La demande croissante de géraniol conduit au développement de divers procédés industriels. En 1957, par exemple, la société américaine Van Ameringen Haebler Inc., qui a ensuite fusionné avec Essenz-Fabrik Polak & Schwarz pour former International Flavors and Fragrances, brevète un procédé de production de géraniol via l'hydrochloration du myrcène.

## Synthèse chimique

### Synthèse à partir du citral

Synthèse du géraniol par hydrogénation du citral

La majorité du géraniol est produit synthétiquement à l'échelle industrielle. Une méthode de production largement utilisée est l'hydrogénation partielle du citral 1, grâce à laquelle une sélectivité élevée peut être obtenue en utilisant des catalyseurs spéciaux ou des techniques de réaction.

### Synthèse à partir du alpha-Pinène

Synthèse du géraniol à partir du alpha-Pinène

Une autre voie de synthèse part de l'alpha-Pinène (1), qui est sélectivement hydrogéné en pinane (en) (2). L'oxydation à l'oxygène permet d'obtenir de l'hydroperoxyde de pinane (3). Ce composé est ensuite réduit en 2-pinanol (en) (4) avec du bisulfite de sodium ou par catalyse. La pyrolyse du 2-pinanol donne le linalol (5). Le linalol est ensuite isomérisé en géraniol (6) en présence de vanadate.
Un mélange géraniol/nérol est formé avec un rendement de plus de 90 %, il est séparé par distillation fractionnée. La quantité produite industriellement était de plus de 1 000 tonnes de géraniol par an en 2008.

### Synthèse totale

Synthèse du géraniol par synthèse totale

Il est possible de produire du géraniol par une synthèse industrielle à partir de produits chimiques de base. De l'acétone (1) réagit avec l'acétylène (2) pour former le 2-Methylbut-3-yn-2-ol (en) (3) sous catalyse basique. L'hydrogénation catalytique en présence du catalyseur de Lindlar donne le 2-méthyl-3-butène-2-ol 4. Ce composé est ensuite transestérifié avec l'acétoacétate de méthyle (de) (5) pour donner le 3-butène-2-ylacétoacétate (6). Après une décarboxylation par un réarrangement de Carroll (en), la 6-méthyl-5-heptène-2-one (7) est obtenue. La rééthynylation donne le déhydrolinalol (8), qui est partiellement hydrogéné en linalol (9) à l'aide d'hydrogène et du catalyseur de Lindlar. Un réarrangement allylique catalysé par un acide donne le géraniol (10).
Le myrcène, qui est produit en quantités d'environ 30 000 tonnes par an, peut être également utilisé comme matière première pour la production de géraniol. C'est une variante du procédé Takasago pour la production de (−)-menthol. Dans la première étape, il est mis à réagir avec de la dipropylamine (en) pour former de la N,N-dipropylgéranylamine, qui dans les étapes suivantes est convertie en géraniol.
Environ 10 % du géraniol destiné à la parfumerie provient de la distillation d'huiles essentielles, comme l'huile de citronnelle de Java, éventuellement après saponification préalable des esters. La fraction de géraniol soluble est enrichie d'un mélange eau-éthanol par extraction en plusieurs étapes et ainsi séparée de la fraction de terpènes et de sesquiterpènes non hydrosolubles, qui ne contribuent pas aux propriétés aromatiques. Les huiles essentielles sont concentrées par évaporation de l'eau et de l'éthanol. Le géraniol est toujours présent dans ces huiles avec le nérol. Le nom de géraniol est donc utilisé industriellement en partie pour un mélange de géraniol et de nérol.
Des levures génétiquement modifiées peuvent sécréter du géraniol en quantités relativement élevées dans le milieu de croissance, en particulier lorsque les levures présentent également un mutation inactivant la farnésyl diphosphate synthase. Des rendements d'environ un milligramme de géraniol par litre de milieu de croissance ont été atteints.

## Usage

### Parfumerie et arôme
En tant que note florale, le géraniol entre dans la composition de nombreux parfums. En tant que composant de l'huile d'ylang-ylang, il est utilisé dans la fabrication de parfums tels que Chanel No 5, où il fait partie de la note de cœur. La société Beneo a développé un bonbon parfumé à la rose appelé "Deo". En plus de l'isomalt, un substitut du sucre, celui-ci contient également du géraniol. On dit que le géraniol consommé quitte le corps par les pores et produit une odeur de rose qui peut persister pendant des heures. Le bonbon agit ainsi comme un déodorant comestible. Les agréables notes florales du thé chinois Keemun sont également dues à une teneur élevée en géraniol.
La forte volatilité du géraniol limite la durée pendant laquelle son impression olfactive peut être perçue. Le géraniol est donc utilisé en partie comme ester d'acide palmitique, qui sert de précurseur de parfum. Il est commercialisé sous le nom commercial Hexarose et est ajouté aux adoucissants. Les enzymes présentes dans le détergent, telles que les lipases ou les protéases, qui sont encore sur le linge après le processus de lavage, séparent l'ester et libèrent le géraniol sur une plus longue période de temps. Les esters de géraniol de l'acide 2-carbamoylbenzoïque ont le même objectif.

### Houblons et bières
Le houblon est une plante utilisée pour ces propriétés amèrisantes, aromatiques et bactéricides lors de la fabrication de la bière. Il existe plusieurs variétés de houblons classées en trois familles, les houblons aromatiques peu amères, les houblons amères peu aromatiques et les houblons duals. Ces trois familles contiennent des quantités variables de géraniol. La teneur de cette molécule permet la différenciation des houblons duals. Ainsi les houblons Citra, Mosaic, Amarillo et Tomahawk ont des teneurs élevés en géraniol de l'ordre de 69 à 247 ppm. Les brasseurs utilisent les propriétés aromatiques de cette molécule pour apporter des notes fruitées à leurs produits.

### Phéromone et répulsif
Le géraniol permet d'attirer le scarabée japonais dans des pièges (en) attractifs. Dans une zone d'environ 60 000 mètres carrés, 10 000 000 de coléoptères ont été capturés avec 500 pièges. Les apiculteurs utilisent des phéromones d'insectes artificielles, telles que la phéromone Nasanov (en), qui contient du géraniol et du citral, pour attirer les abeilles vers les ruches inutilisées.
Le géraniol peut être utilisé comme répulsif contre les moustiques sous diverses formes : bougie parfumée, huile à frotter ou à vaporiser. Après une exposition de deux jours, le géraniol a significativement altéré les phases d'activation et d'orientation du comportement de succion du sang chez les moustiques ; presque tous les moustiques ont perdu la capacité de trouver un hôte.

### Géraniol comme insecticide
Il peut être obtenu par distillation fractionnée à partir du Cymbopogon winterianus Jowitt et incorporé dans un polymère ou mis en solution aqueuse. Un répulsif est ainsi obtenu à partir de sources naturelles,.
Incorporé dans un polymère type polyamide, à relargage lent, le géraniol permettait d'éliminer les mites vestimentaires sur une durée longue allant jusqu'à une année, la phase gazeuse déshydratant les œufs et les larves.
On[Qui ?] constate qu'un insecticide à base de géraniol permet d'étouffer les insectes et de les déshydrater en agissant sur la chitine. Ce qui en fait un des meilleurs larvicide et ovocide.[réf. nécessaire]

### Géraniol comme répulsif

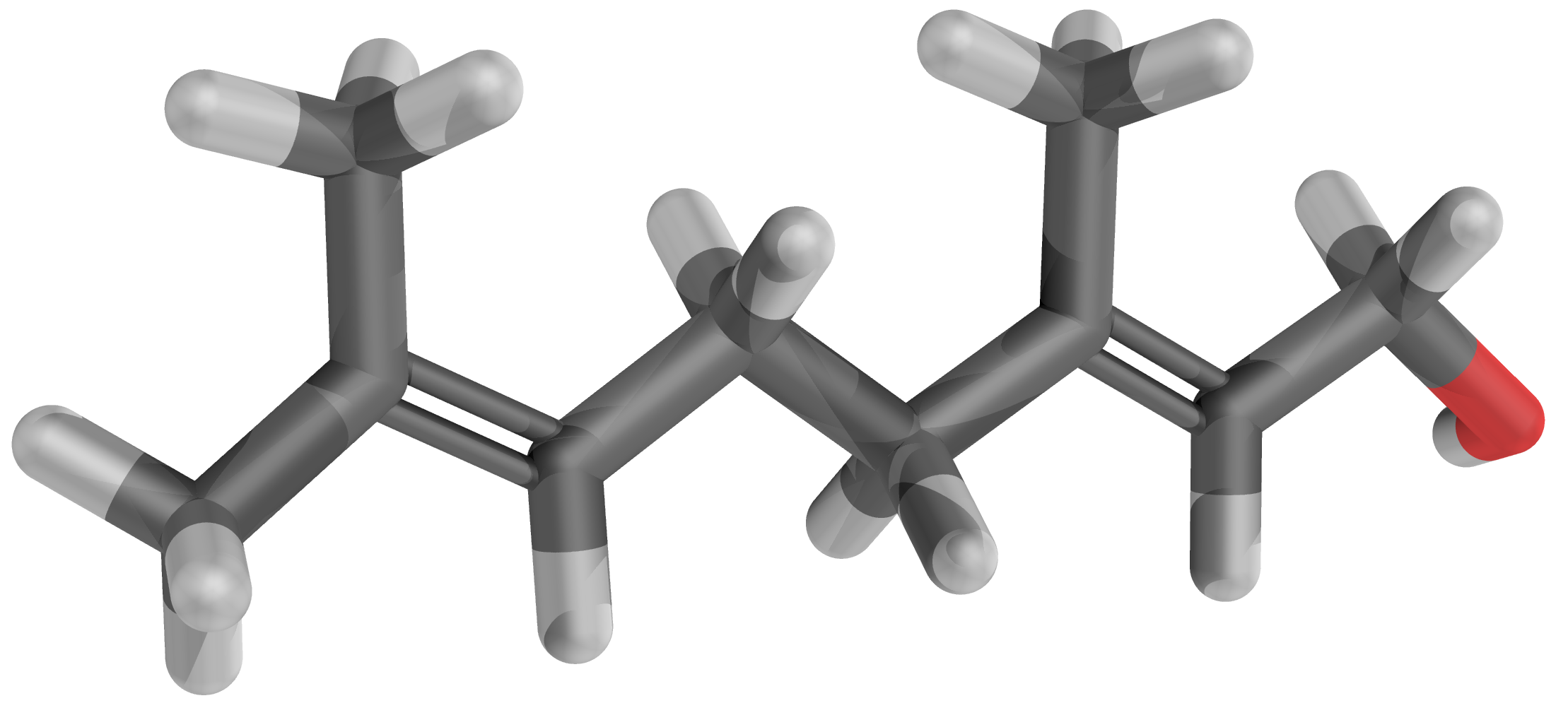

On le retrouve aussi dans des bracelets de protection contre les insectes hématophages, et des essais réalisés par la faculté de Médecine du Sénégal ont démontré son efficacité pendant plusieurs semaines[réf. nécessaire].
Dans une étude publiée en 2009, des diffuseurs au géraniol avaient une efficacité de 97 % en intérieur et de 75 % en extérieur à 6 m. Le géraniol était plus efficace que la citronnelle ou le linalol.

### Géraniol comme attractif
À la suite d'une étude menée par le CNRS, Inra et l'Université de Bordeaux, un possible pouvoir attractif envers le frelon asiatique, une espèce invasive, a été découvert. Des apiculteurs testent actuellement des pièges anti frelon asiatique basés sur le géraniol.

### Additif
Dans un rapport de 1994, émis par cinq grandes compagnies de fabricants de cigarettes, le géraniol est listé parmi les 599 additifs, pour améliorer la saveur. Le géraniol et d'autres additifs peuvent se retrouver naturellement dans le tabac bien mûri[citation nécessaire].